# 1993
1993 (MCMXCIII) là một năm thường bắt đầu vào Thứ sáu của lịch Gregory, năm thứ 1993 của Công nguyên hay của Anno Domini, the năm thứ 993  của thiên niên kỷ 2, năm thứ 93  của thế kỷ 20, và năm thứ  4   của thập niên 1990. 

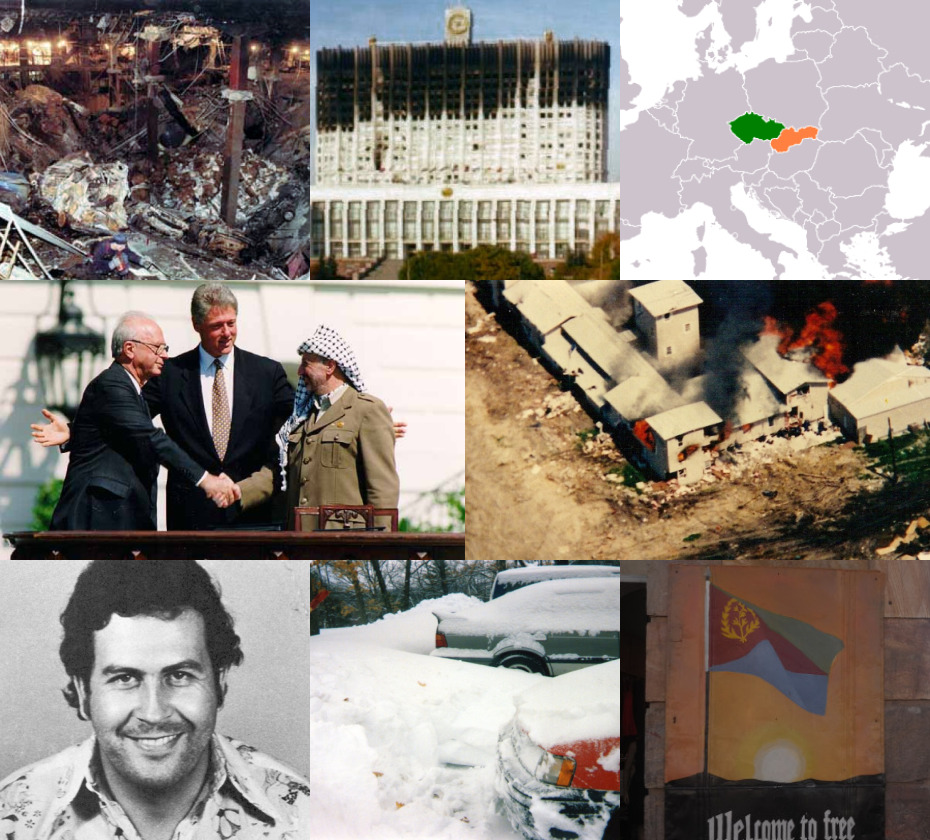
Từ trái, theo chiều kim đồng hồ: Ramzi Yousef và những kẻ khủng bố Hồi giáo khác cho nổ một quả bom xe tải trong nhà để xe ngầm của Trung tâm Thương mại Thế giới ở Thành phố New York; Nhà Trắng Nga bị pháo kích trong cuộc khủng hoảng hiến pháp sau khi tổng thống Nga Boris Yeltsin thực hiện cuộc tự đảo chính; Tiệp Khắc được giải thể thành Séc và Slovakia; ở Hoa Kỳ, ATF bao vây một khu nhà thuộc về David Koresh và Branch Davidians để tìm vũ khí bất hợp pháp, kết cục là tòa nhà bị đốt cháy và giết chết hầu hết bên trong; Eritrea bỏ phiếu áp đảo để giành độc lập từ Ethiopia; một cơn bão tuyết lớn đi qua Hoa Kỳ và Canada, khiến 318 người thiệt mạng; trùm ma túy Pablo Escobar bị lực lượng đặc biệt Colombia tiêu diệt; Hiệp ước hòa bình Oslo được ký kết trong nỗ lực giải quyết xung đột Israel-Palestine.

Năm 1993 đã được chỉ định là Năm quốc tế về người bản địa trên thế giới bởi Liên Hợp Quốc.
Năm 1993 tại đảo san hô Kwajalein thuộc quần đảo Marshall chỉ có 364 ngày khi lịch của nó tiến 24 giờ về phía Đông bán cầu của Đường ngày quốc tế bằng cách bỏ qua ngày 21 tháng 8 năm 1993.

## Sự kiện

### Tháng 1
- 1 tháng 1
  - Séc và Slovakia ra đời sau sự chia cắt Tiệp Khắc
  - Cộng đồng Kinh tế châu Âu xóa bỏ sự cản trở thương mại và tạo ra một thị trường chung Châu Âu
  - Adolf Ogi trở thành tổng thống liên bang Thụy Sĩ
- 7 tháng 1: Jerry Rawlings trở thành tổng thống của Ghana
- 15 tháng 1: Slovenia trở thành thành viên của IMF và Ngân hàng Thế giới
- 19 tháng 1: Slovakia trở thành thành viên của Liên Hợp Quốc
- 20 tháng 1: Bill Clinton trở thành tổng thống Hoa Kỳ.
- 28 tháng 1: Kazakhstan có Hiến pháp mới

### Tháng 2
- 1 tháng 2: Phần Lan, Thụy Điển và Áo bắt đầu thương lượng gia nhập Liên minh châu Âu
- 2 tháng 2: Václav Havel trở thành tổng thống Cộng hòa Séc
- 9 tháng 2: Slovakia trở thành thành viên của UNESCO
- 12 tháng 2: Vụ sát hại James Bulger ở trung tâm mua sắm New Strand tại Walton, Livepoor
- 22 tháng 2: Séc trở thành thành viên của UNESCO
- 26 tháng 2: Đánh bom tòa nhà WTC tại Thành phố New York

### Tháng 3
- 5 – 20 tháng 3: Giải vô địch bóng đá trẻ thế giới 1993 tổ chức tại Úc, đội tuyển bóng đá U-20 quốc gia Brasil giành chức vô địch trong giải đấu này.
- 8 tháng 3: Mặt trăng di chuyển đến điểm gần nhất với Trái đất, được gọi là điểm cận địa, cùng lúc với pha đầy đủ nhất của chu kỳ Mặt trăng. Mặt Trăng lớn hơn 14% và sáng hơn 30% so với các pha trăng tròn khác của năm. Lần tiếp theo hai sự kiện này trùng hợp là năm 2008.
- 13 tháng 3: Bầu cử liên bang Úc.[2]

### Tháng 4
- 6 tháng 4: Tajikistan trở thành thành viên của UNESCO
- 8 tháng 4: Bắc Macedonia trở thành thành viên của Liên Hợp Quốc
- 27 tháng 4: Bầu cử dân chủ đầu tiên tại Yemen
- 10 tháng 4: Nhà hoạt động của Đại hội Dân tộc châu Phi Chris Hani bị ám sát ở Nam Phi

### Tháng 5
- 3 tháng 5: Bắc Macedonia trở thành thành viên của Tổ chức Y tế Thế giới
- 5 tháng 5: Hiến pháp mới tại Kyrgyzstan
- 10 tháng 5: Juan Carlos Wasmosy trở thành tổng thống tại Paraguay
- 24 tháng 5:
  - Eritrea giành độc lập
  - Cuộc biểu tình Phật giáo lớn tại Huế, Việt Nam với sự tham gia của hơn 40.000 người
- 28 tháng 5: Monaco và Eritrea trở thành thành viên của Liên Hợp Quốc

### Tháng 6
- 1 tháng 6: Bầu cử tổng thống tại Burundi
- 2 tháng 6: Bosna và Hercegovina trở thành thành viên của UNESCO
- 12 tháng 6: Bầu cử tổng thống tại Nigeria
- 16 tháng 6: Bầu cử quốc hội tại Madagascar
- 18 tháng 6: Seychelles có Hiến pháp mới.
- 28 tháng 6: Macedonia trở thành thành viên của UNESCO
- 29 tháng 6: Bầu cử quốc hội Burundi.

### Tháng 7
- 7 tháng 7: Guntis Ulmanis trở thành tổng thống Latvia.
- 10 tháng 7: Melchior Ndadaye trở thành tổng thống Burundi.
- 12 tháng 7: Động đất tại Hokkaidō, Nhật Bản. 243 người chết
- 28 tháng 7: Andorra trở thành thành viên của Liên Hợp Quốc

### Tháng 8
- 6 tháng 8: Gonzalo Sánchez de Lozada trở thành tổng thống Bolivia.
- 8 tháng 8: Thành lập Technocom, tiền thân của Tập đoàn Vingroup
- 17 tháng 8: Turkmenistan trở thành thành viên của UNESCO
- 18 tháng 8: Mưu sát bộ trưởng Bộ Nội vụ Al-Alfi của Ai Cập.
- 21 tháng 8 – 4 tháng 9: Giải vô địch bóng đá U-17 thế giới 1993 tổ chức tại Nhật Bản, đội tuyển bóng đá U-17 quốc gia Nigeria giành chức vô địch trong giải đấu này.
- 28 tháng 8: Power Rangers, phiên bản Mỹ của Super Sentai chính thức lên sóng với loạt phim đầu tiên là Mighty Morphin Power Rangers.

### Tháng 9
- 2 tháng 9: Eritrea trở thành thành viên của UNESCO
- 7 tháng 9: Quần đảo Solomon trở thành thành viên của UNESCO
- 23 tháng 9: Ủy ban Olympic Quốc tế chọn Sydney, Úc làm địa điểm đăng cai Thế vận hội Mùa hè 2000.[3]
- 24 tháng 9: Norodom Sihanouk trở thành vua của Campuchia
- 29 tháng 9: Động đất tại vùng Latur/Killari, Ấn Độ, 9750 người chết

### Tháng 10
- 3 tháng 10: Heydär Äliyev trở thành tổng thống Azerbaijan.
- 4 tháng 10: Cuộc khủng hoảng hiến pháp Nga lên đến đỉnh điểm với việc quân đội và lực lượng an ninh Nga sử dụng xe tăng và phá hủy tòa nhà Quốc hội Nga bằng vũ lực, dập tắt cuộc nổi dậy hàng loạt chống lại Tổng thống Boris Yeltsin.
- 20 tháng 10: Andorra trở thành thành viên của UNESCO
- 26 tháng 10: Uzbekistan và Niue trở thành thành viên của UNESCO

### Tháng 11
- 1 tháng 11: Hiệp ước Maastricht có hiệu lực, chính thức thành lập Liên minh châu Âu[4]
- 4 tháng 11: Jean Chrétien trở thành Thủ tướng thứ 20 của Canada.[5]
- 5 tháng 11: Quốc hội Vương quốc Anh thông qua Đạo luật Đường sắt 1993, đặt ra các thủ tục tư nhân hóa Đường sắt Anh.[6]
- 17 – 22 tháng 11: Hiệp định Thương mại Tự do Bắc Mỹ (NAFTA) thông qua các cơ quan lập pháp ở Hoa Kỳ, Canada và Mexico

### Tháng 12
- 2 tháng 12:
  - STS-61: NASA phóng tàu con thoi Endeavour trong một nhiệm vụ sửa chữa kính viễn vọng Hubble.[7]
  - Trùm ma túy Colombia Pablo Escobar bị tiêu diệt bởi cảnh sát.[8]
- 5 tháng 12
  - Omar Bongo được bầu lại làm Tổng thống Gabon trong cuộc bầu cử đa đảng đầu tiên của đất nước.[9]
  - Rafael Caldera Rodríguez được bầu làm Tổng thống Venezuela lần thứ hai, kế nhiệm tổng thống lâm thời Ramón José Velásquez .[10]
- 12 tháng 12: Bầu cử tự do đầu tiên tại Nga
- 19 tháng 12: Bầu cử tổng thống dân chủ đầu tiên của Guinée.

## Sinh

### Tháng 1
- 9 tháng 1: Thảo Wendy (Nguyễn Thảo Kha), nữ ca sĩ, nhạc sĩ người Việt Nam
- 11 tháng 1: Michael Keane, cầu thủ bóng đá người Anh
- 12 tháng 1:
  - D.O. (Do Kyung-soo), ca sĩ người Hàn Quốc, thành viên nhóm nhạc EXO
  - Zayn Malik, ca sĩ người Anh, thành viên nhóm nhạc One Direction
- 13 tháng 1: Trần Nghĩa, diễn viên người Việt Nam
- 29 tháng 1: Kyary Pamyu Pamyu (Kiriko Takemura), nữ ca sĩ, người mẫu, blogger người Nhật Bản

### Tháng 2
- 9 tháng 2: Endo Wataru, cầu thủ bóng đá người Nhật Bản
- 15 tháng 2: Ravi (Kim Won-sik), ca sĩ người Hàn Quốc, thành viên nhóm nhạc VIXX

### Tháng 3
- 5 tháng 3:
  - Trần Phước Thọ, cầu thủ bóng đá người Việt Nam (m. 2016)
  - Fred (Frederico Rodrigues de Paula Santos), cầu thủ bóng đá người Brasil
- 9 tháng 3:
  - Suga (Min Yoon-gi) ca sĩ người Hàn Quốc, thành viên  nhóm nhạc BTS
  - Ito Junya, cầu thủ bóng đá người Nhật Bản
- 12 tháng 3: Sara Lưu (Lưu Ngọc Duyên), nữ ca sĩ người Việt Nam, á quân Giai điệu chung đôi 2018, em gái nữ ca sĩ Lưu Hiền Trinh, vợ của nhạc sĩ Dương Khắc Linh
- 15 tháng 3:
  - Nguyễn Phúc Thiện, nhạc sĩ người Việt Nam
  - Paul Pogba, cầu thủ bóng đá người Pháp
- 18 tháng 3: Urassaya Sperbund (Yaya), nữ diễn viên, người mẫu người Thái Lan/Na Uy
- 30 tháng 3: Song Min-ho, ca sĩ người Hàn Quốc, thành viên nhóm nhạc WINNER

### Tháng 4
- 3 tháng 4: Bobbi Kristina Brown, ngôi sao truyền hình thực tế người Mỹ gốc Phi, con gái nữ ca sĩ lừng danh Whitney Houston (m. 2015)
- 4 tháng 4: Hải Lai A Mộc, ca sĩ người Trung Quốc
- 15 tháng 4: Phương Anh, nữ ca sĩ người Việt Nam
- 22 tháng 4:
  - Ryu Hwa-young, nữ ca sĩ, diễn viên người Hàn Quốc, cựu thành viên nhóm nhạc nữ T-ara, em gái nữ ca sĩ, diễn viên Ryu Hyo-young
  - Ryu Hyo-young, nữ ca sĩ, diễn viên người Hàn Quốc, cựu thành viên nhóm nhạc nữ Coed School và F-ve Dolls, chị gái nữ ca sĩ, diễn viên Ryu Hwa-young
- 25 tháng 4: Raphael Varane, cầu thủ bóng đá người Pháp
- 30 tháng 4: Hana (Shin Bo-ra), nữ ca sĩ, diễn viên người Hàn Quốc, cựu thành viên nhóm nhạc nữ Gugudan

### Tháng 5
- 2 tháng 5: Z.Tao (Hoàng Tử Thao), ca sĩ người Trung Quốc
- 15 tháng 5: Quế Ngọc Hải, cầu thủ bóng đá người Việt Nam
- 16 tháng 5: IU (Lee Ji-eun), nữ ca sĩ, diễn viên người Hàn Quốc
- 17 tháng 5: Huỳnh Lập (Huỳnh Ngọc Lập), diễn viên, đạo diễn, nhà sản xuất phim người Việt Nam, quán quân Cười xuyên Việt 2015
- 21 tháng 5: Aron, ca sĩ kiêm rapper phụ người Mỹ/Hàn Quốc, thành viên nhóm nhạc NU'EST

### Tháng 6
- 1 tháng 6: Phan Lê Vy Thanh  (Cris Phan/Cris Devil Gamer), Youtuber, streamer, diễn viên người Việt Nam
- 2 tháng 6: Như Ý, nữ ca sĩ người Việt Nam
- 7 tháng 6: 
  - Park Ji Yeon, ca sĩ nhóm nhạc Hàn Quốc T-ara
  - Đàm Phương Linh, diễn viên người Việt Nam
- 10 tháng 6: Tejasswi Prakash, nữ diễn viên người Ấn Độ
- 14 tháng 6: Chi Pu (Nguyễn Thùy Chi), nữ ca sĩ, người mẫu, diễn viên người Việt Nam
- 17 tháng 6: Dương Tú Anh, Á hậu Việt Nam 2012
- 22 tháng 6: Loris Karius, cầu thủ bóng đá người Đức
- 25 tháng 6: Barney Clark, diễn viên Anh
- 26 tháng 6: Ariana Grande, nữ ca sĩ, nhạc, diễn viên, doanh nhân người Mỹ

### Tháng 7
- 1 tháng 7: Ngọc Thanh Tâm, nữ diễn viên người Việt Nam
- 6 tháng 7: Rocker Nguyễn (Nguyễn Trần Hưng Long), ca sĩ người Việt Nam
- 11 tháng 7: Quỳnh Anh, nữ ca sĩ người Việt Nam
- 12 tháng 7: Kim In-seong, ca sĩ nhóm nhạc Hàn Quốc SF9
- 28 tháng 7: Harry Kane, cầu thủ bóng đá người Anh

### Tháng 8
- 12 tháng 8: Côn Lăng (Hannah Quinlivan), người mẫu, dẫn chương trình người Đài Loan/Úc, vợ của ca sĩ, nhạc sĩ Châu Kiệt Luân
- 13 tháng 8: 
  - Yoon Bo-mi, nũ ca sĩ người Hàn Quốc, thành viên nhóm nhạc nữ Apink
  - Đặng Văn Lâm, cầu thủ bóng đá người Việt Nam
  - Thiên Tú (Dương Văn Tú), ca sĩ kiêm sáng tác nhạc người Việt Nam
- 16 tháng 8:
  - Kim Jun See (Trần Thị Thùy Dung), nữ ca sĩ, diễn viên người Việt Nam/Hàn Quốc, vợ của ca sĩ, nhạc sĩ Lâm Chấn Khang
  - Mikami Yua (Kitō Momona), nữ diễn viên khiêu dâm, thần tượng người Nhật Bản, cựu thành viên nhóm nhạc nữ SKE48, thành viên nhóm nhạc Ebisu Muscats và Honey Popcorn
- 17 tháng 8: 
  - Bình An, diễn viên, người mẫu người Việt Nam, chồng của Á hậu Việt Nam 2018 Bùi Phương Nga
  - Phạm Đình Thái Ngân, ca sĩ người Việt Nam
- 18 tháng 8: Jeong Eun Ji, nữ ca sĩ người Hàn Quốc, thành viên nhóm nhạc nữ Apink
- 26 tháng 8: Tia Hải Châu (Trần Hải Châu), nữ ca sĩ người Việt Nam, quán quân Tôi là... người chiến thắng 2013
- 29 tháng 8: Liam Payne, ca sĩ người Anh, thành viên nhóm nhạc One Direction (m. 2024)

### Tháng 9
- 1 tháng 9: 
  - Ilona Mitrecey, nữ ca sĩ người Pháp
  - Jack Robinson, cầu thủ bóng đá người Anh
- 3 tháng 9: Na Whan, nữ ca sĩ người Hàn Quốc/Đài Loan, cựu thành viên nhóm nhạc nữ LipB
- 4 tháng 9: Sambi (Đào Thanh Huyền), nữ ca sĩ người Việt Nam
- 7 tháng 9: Ivone (Bùi Diệu Linh), nữ ca sĩ người Việt Nam
- 9 tháng 9: Thái Trinh, nữ ca sĩ người Việt Nam
- 10 tháng 9: Jang Yi-jeong, nam ca sĩ, cựu thành viên nhóm nhạc History.
- 13 tháng 9: Niall Horan, ca sĩ, nhạc sĩ người Anh, thành viên nhóm nhạc One Direction
- 21 tháng 9: Jaykii (Trần Anh Quân), ca sĩ, nhạc sĩ người Việt Nam
- 29 tháng 9: Lee Hong-bin, ca sĩ, diễn viên, dẫn chương trình người Hàn Quốc, cựu thành viên nhóm nhạc VIXX

### Tháng 10
- 1 tháng 10: Cao Thiên Trang, nữ diễn viên, người mẫu người Việt Nam, á quân Vietnam's Next Top Model 2012
- 3 tháng 10: Anh Tú Atus (Bùi Anh Tú), ca sĩ, diễn viên người Việt Nam, chồng của nữ diễn viên Diệu Nhi
- 8 tháng 10: Barbara Palvin, người mẫu thời trang, diễn viên và người mẫu của Victoria Secret
- 11 tháng 10: B Ray (Trần Thiện Thanh Bảo), rapper người Việt Nam
- 14 tháng 10:
  - Toof.P (Nguyễn Lâm Hoàng Phúc), ca sĩ người Việt Nam, cựu thành viên nhóm nhạc Uni5
  - Tiểu Muội Màn Thầu (Nguyễn Thị Kiều Trang), nữ ca sĩ người Việt Nam nổi tiếng với những bản cover nhạc nước ngoài bằng tiếng Việt trên YouTube
- 15 tháng 10: Bạch Kính Đình, diễn viên, ca sĩ người Trung Quốc
- 19 tháng 10: Hương Ly, nữ ca sĩ người Việt Nam

### Tháng 11
- 7 tháng 11: Reece James, cầu thủ bóng đá người Anh
- 15 tháng 11:
  - Paulo Dybala, cầu thủ bóng đá người Argentina
  - Liz Kim Cương (Phan Kim Cương), nữ ca sĩ người Việt Nam, thành viên cựu nhóm nhạc SGirls
- 20 tháng 11: Toki (Vũ Đức Thành), ca sĩ người Việt Nam, cựu thành viên nhóm nhạc Uni5
- 27 tháng 11: Khá Bảnh (Ngô Bá Khá), giang hồ mạng, Youtuber người Việt Nam

### Tháng 12
- 6 tháng 12: Diederrick Joel Tagueu, cầu thủ bóng đá người Cameroon
- 13 tháng 12: Đỗ Phú Quí, ca sĩ người Việt Nam, á quân Gương mặt thân quen 2018
- 14 tháng 12: Tố Ny, nữ ca sĩ người Việt Nam

### Không rõ ngày, tháng
- Onionn (Nguyễn Ngọc Hoàng Anh), DJ kiêm nhà sản xuất âm nhạc người Việt Nam
- Lâm Nguyễn (Nguyễn Hoàng Sơn Lâm), chuyên gia trang điểm người Việt Nam (m. 2024)[11]

## Mất

### Tháng 1
- 1 tháng 1: Anna Wimschneider, nhà văn nữ (s. 1919)
- 5 tháng 1: Juan Benet, nhà văn Tây Ban Nha (s. 1927)
- 6 tháng 1: Dizzy Gillespie, nhạc sĩ nhạc jazz Mỹ, nhà soạn nhạc, nam ca sĩ (s. 1917)
- 13 tháng 1: René Pleven, chính khách Pháp (s. 1901)
- 13 tháng 1: Ludwig Metzger, chính khách Đức (s. 1902)
- 14 tháng 1: Gregor Determann, chính khách Đức (s. 1911)
- 15 tháng 1: Henry Iba, huấn luyện viên bóng rổ Mỹ (s. 1904)
- 20 tháng 1: Audrey Hepburn, nữ diễn viên (s. 1929)
- 22 tháng 1: Jim Pollard, cầu thủ bóng rổ Mỹ (s. 1922)
- 29 tháng 1: Walter Kolbenhoff, nhà văn Đức, nhà báo (s. 1908)

### Tháng 2
- 2 tháng 2: Helmut Schoeck, nhà xã hội học Áo (s. 1922)
- 5 tháng 2: Hans Jonas, triết gia (s. 1903)
- 5 tháng 2: Joseph L. Mankiewicz, đạo diễn phim Mỹ (s. 1909)
- 6 tháng 2: Arthur Ashe, vận động viên quần vợt Mỹ (s. 1943)
- 7 tháng 2: Fritz Straßner, diễn viên Đức (s. 1919)
- 8 tháng 2: Franz Schnyder, đạo diễn phim Thụy Sĩ (s. 1910)
- 11 tháng 2: Robert W. Holley, nhà hóa sinh Mỹ (s. 1922)
- 21 tháng 2: Jean Lecanuet, chính khách Pháp (s. 1920)
- 24 tháng 2: Bobby Moore, cầu thủ bóng đá Anh (s. 1941)
- 25 tháng 2: Eddie Constantine, diễn viên Mỹ (s. 1917)
- 28 tháng 2: Honda Ishirō, đạo diễn phim (s. 1911)

### Tháng 3
- 1 tháng 3: Arnold Dannenmann, nhà thần học Tin Lành (s. 1907)
- 5 tháng 3: Cyril Collard, đạo diễn phim Pháp (s. 1957)
- 6 tháng 3: Walther Geiser, nhà soạn nhạc Thụy (s. 1897)
- 8 tháng 3: Don Barksdale, cầu thủ bóng rổ Mỹ (s. 1923)
- 8 tháng 3: Wilhelm Georg Berger, nhà soạn Romania (s. 1929)
- 9 tháng 3: Cyril Northcote Parkinson, nhà sử học Anh, nhà xuất bản (s. 1909)
- 9 tháng 3: Max August Zorn, giáo sư toán học Mỹ (s. 1906)
- 10 tháng 3: Guido Wieland, diễn viên, đạo diễn phim người Áo (s. 1906)
- 15 tháng 3: Karl Mai, cầu thủ bóng đá Đức (s. 1928)
- 15 tháng 3: Ricardo Manuel Arias Espinoza, tổng thống thứ 29 của Panama (s. 1912)
- 16 tháng 3: Chishū Ryū, diễn viên Nhật Bản (s. 1904)
- 17 tháng 3: Helen Hayes, nữ diễn viên Mỹ (s. 1900)
- 19 tháng 3: Georges Garvarentz, nhà soạn nhạc Pháp (s. 1931)
- 20 tháng 3: Polykarp Kusch, nhà vật lý học Mỹ (s. 1911)
- 21 tháng 3: Sebastiano Baggio, Hồng y của Giáo hội Công giáo La Mã (s. 1913)
- 22 tháng 3: Gret Palucca, nữ nghệ sĩ múa Đức (s. 1902)
- 24 tháng 3: John Hersey, nhà văn Mỹ, nhà báo (s. 1914)
- 26 tháng 3: Reuben Fine, kỳ thủ Mỹ (s. 1914)

### Tháng 4
- 3 tháng 4: Alexandre Mnouchkine, nhà sản xuất phim (s. 1908)
- 4 tháng 4: Fritz Trautwein, kiến trúc sư (s. 1911)
- 6 tháng 4: Inge von Wangenheim, nhà văn nữ Đức, nữ diễn viên (s. 1912)
- 8 tháng 4: Marian Anderson, nữ ca sĩ opera Mỹ (s. 1897)
- 10 tháng 4: Chris Hani, chính khách Nam Phi (s. 1942)
- 15 tháng 4: Uwe Beyer, vận động viên điền kinh Đức (s. 1945)
- 15 tháng 4: Eduard Rhein, nhà phát minh, nhà xuất bản, nhà văn (s. 1900)
- 20 tháng 4: Evelyne Hall, nữ vận động viên điền kinh Mỹ (s. 1909)
- 20 tháng 4: Cantinflas, diễn viên, nam ca sĩ, nhà sản xuất. (s. 1911)
- 23 tháng 4: Bertus Aafjes, nhà văn Hà Lan (s. 1914)
- 23 tháng 4: Marguerite Broquedis, nữ vận động viên quần vợt Pháp (s. 1893)
- 23 tháng 4: Günther Storck, linh mục Công giáo (s. 1938)
- 23 tháng 4: Guido Carli, nhà kinh tế học Ý, chính khách (s. 1914)
- 24 tháng 4: Gustl Bayrhammer, diễn viên Đức (s. 1922)
- 27 tháng 4: Hans Sahl, nhà văn Đức, nhà phê bình (s. 1902)
- 27 tháng 4: Jörgen Andersen, chính khách (s. 1905)
- 28 tháng 4: Jim Valvano, huấn luyện viên bóng rổ Mỹ (s. 1946)
- 28 tháng 4: Valentina Grizodubova, nữ phi công Xô Viết (s. 1910)
- 29 tháng 4: Wilhelm Hanle, nhà vật lý học (s. 1901)

### Tháng 5
- 1 tháng 5: Pierre Bérégovoy, chính khách Pháp (s. 1925)
- 1 tháng 5: Zeno Colò, vận động viên chạy ski Ý (s. 1920)
- 6 tháng 5: Robert Becker, đạo diễn phim Mỹ (s. 1946)
- 9 tháng 5: Iván Patachich, nhà soạn nhạc Hungary, nhạc trưởng (s. 1922)
- 12 tháng 5: Edda Seippel, nữ diễn viên Đức (s. 1919)
- 14 tháng 5: Hugo Wiener, nhà soạn nhạc Áo, nghệ sĩ dương cầm (s. 1904)
- 18 tháng 5: Heinrich Albertz, chính khách Đức (s. 1915)
- 24 tháng 5: Hermann Vetters, nhà khảo cổ học Áo (s. 1915)
- 24 tháng 5: Juan Jesús Posadas Ocampo, tổng Giám mục của Guadalajara, Hồng y (s. 1926)
- 26 tháng 5: Hellmut Diwald, nhà sử học Đức, nhà xuất bản (s. 1929)
- 27 tháng 5: Werner Stocker, diễn viên Đức (s. 1955)

### Tháng 6
- 5 tháng 6: Conway Twitty, nam ca sĩ Mỹ (s. 1933)
- 7 tháng 6: Dražen Petrović, cầu thủ bóng rổ Croatia (s. 1964)
- 13 tháng 6: Deke Slayton, nhà du hành vũ trụ Mỹ (s. 1924)
- 15 tháng 6: John Connally, chính khách Mỹ, thống đốc của Texas, bộ trưởng Bộ Tài chính (s. 1917)
- 18 tháng 6: Wilhelm A. Kewenig, chính khách Đức (s. 1934)
- 24 tháng 6: Archibald Williams, vận động viên điền kinh Mỹ, huy chương Thế Vận Hội (s. 1915)
- 25 tháng 6: Mona Baptiste, nữ ca sĩ (s. 1928)
- 27 tháng 6: Kurt Mahr, nhà văn Đức (s. 1934)

### Tháng 7
- 1 tháng 7: Gert Hofmann, nhà văn Đức (s. 1931)
- 2 tháng 7: Fred Gwynne, diễn viên Mỹ, tác giả (s. 1926)
- 4 tháng 7: Dawn Evelyn Paris (Dawn O'Day/Anne Shirley), nữ diễn viên người Mỹ (s. 1918)
- 7 tháng 7: Günther Tietjen, chính khách Đức, nghị sĩ quốc hội liên bang (s. 1943)
- 12 tháng 7: 
  - Gusti Huber, nữ diễn viên Áo (s. 1914)
  - Michał Goleniewski, trung tá tình báo Cộng hòa Nhân dân Ba Lan, đào tẩu sang Hoa Kỳ (s. 1922)[12]
- 15 tháng 7: Clarence Melvin Zener, nhà vật lý học Mỹ (s. 1905)
- 18 tháng 7: Jean Negulesco, đạo diễn phim Romania (s. 1900)
- 19 tháng 7: Szymon Goldberg, nhạc trưởng Mỹ (s. 1909)
- 19 tháng 7: Gordon Joseph Gray, tổng Giám mục của Edinburgh, Hồng y (s. 1910)
- 21 tháng 7: Paul Müller-Zürich, nhà soạn nhạc Thụy Sĩ (s. 1898)
- 25 tháng 7: Hedwig Jochmus, nữ chính khách Đức, nghị sĩ quốc hội liên bang (s. 1899)
- 25 tháng 7: Vincent Joseph Schaefer, nhà hóa học Mỹ, nhà khí tượng học (s. 1906)
- 26 tháng 7: Matthew Ridgway, tướng Mỹ (s. 1895)

### Tháng 8
- 1 tháng 8: Klaus Oswatitsch, nhà vật lý học Áo (s. 1910)
- 2 tháng 8: Guido del Mestri, Hồng y của Giáo hội Công giáo La Mã (s. 1911)
- 7 tháng 8: Gerhard Neuser, cựu cầu thủ bóng đá Đức (s. 1938)
- 8 tháng 8: Jiří Adamíra, diễn viên Séc
- 9 tháng 8: Reinhard Kamitz, chính khách Áo (s. 1907)
- 19 tháng 8: Donald William Kerst, nhà vật lý học Mỹ (s. 1911)
- 20 tháng 8: Hans Lebert, nhà văn Áo, ca sĩ opera (s. 1919)
- 21 tháng 8: Trần Hữu Dực, nguyên Ủy viên Ban Chấp hành Trung ương Đảng Cộng sản Việt Nam; nguyên Phó Thủ tướng Chính phủ, Bộ trưởng Phủ Thủ tướng nước Cộng hòa Xã hội Chủ nghĩa Việt Nam (s. 1910)
- 22 tháng 8: Dinmukhamed Konayev, chính khách Xô Viết (s. 1911)
- 26 tháng 8: Karl Bewerunge, chính khách Đức, nghị sĩ quốc hội liên bang (s. 1913)
- 28 tháng 8: Edward Palmer Thompson, nhà sử học Anh (s. 1924)
- 28 tháng 8: Friedrich Meyer, nhà soạn nhạc (s. 1915)
- 30 tháng 8: Richard Jordan, diễn viên Mỹ (s. 1938)
- 31 tháng 8: Siegfried Schürenberg, diễn viên Đức (s. 1900)

### Tháng 9
- 4 tháng 9: Hervé Villechaize, diễn viên Pháp (s. 1943)
- 12 tháng 9: Raymond Burr, diễn viên (s. 1917)
- 13 tháng 9: Christoph Delz, nhà soạn nhạc Thụy Sĩ, nghệ sĩ dương cầm (s. 1950)
- 15 tháng 9: Wilhelm Wöste, nhà thần học Công giáo (s. 1911)
- 16 tháng 9: Rok Petrović, vận động viên chạy ski Slovenia (s. 1966)
- 19 tháng 9: András Mihály, nhà soạn nhạc Hungary (s. 1917)
- 22 tháng 9: Niklaus Meienberg, nhà văn Thụy Sĩ, nhà báo (s. 1940)
- 22 tháng 9: Maurice Abravanel, nhạc trưởng Mỹ (s. 1903)
- 24 tháng 9: Ian Stuart Donaldson, nam ca sĩ, (s. 1957)
- 24 tháng 9: Bruno Pontecorvo, nhà vật lý học (s. 1913)
- 24 tháng 9: Fritz Logemann, chính khách Đức (s. 1907)
- 25 tháng 9: Charlotte hoàng tử, nữ họa sĩ Đức (s. 1904)
- 30 tháng 9: Alfred Baum, nhà soạn nhạc Thụy Sĩ, nghệ sĩ dương cầm, nghệ sĩ đàn ống (s. 1904)
- 30 tháng 9: Jenny Aloni, nhà văn nữ (s. 1917)

### Tháng 10
- 5 tháng 10: Francesco Carpino, tổng Giám mục của Palermo, Hồng y (s. 1905)
- 6 tháng 10: Robert Rompe, nhà vật lý học Đức, chính khách (s. 1905)
- 6 tháng 10: Victor Razafimahatratra, tổng Giám mục của Antananarivo, Hồng y (s. 1921)
- 7 tháng 10: Liebherr, doanh nhân Đức (s. 1915)
- 8 tháng 10: Alfred Toepfer, doanh nhân Đức (s. 1894)
- 17 tháng 10: Helmut Gollwitzer, nhà thần học Tin Lành, nhà văn (s. 1908)
- 21 tháng 10: Melchior Ndadaye, chính khách (s. 1953)
- 24 tháng 10: Heinz Kubsch, cầu thủ bóng đá Đức (s. 1930)
- 26 tháng 10: Maurice Henry Dorman, đại diện Vương quốc Thịnh vượng chung (s. 1912)[13]
- 30 tháng 10: Paul Grégoire, tổng Giám mục của Montréal, Hồng y (s. 1911)
- 31 tháng 10:
-Federico Fellini, đạo diễn phim Ý (s. 1920)
-River Phoenix, diễn viên Mỹ, nhạc sĩ (s. 1970)

### Tháng 11
- 1 tháng 11:
-Georges Dancigers, nhà sản xuất phim (s. 1908)
-Severo Ochoa, nhà hóa sinh (s. 1905)
- 3 tháng 11: Leon Theremin, nhà vật lý học Xô Viết, nhạc sĩ (s. 1896)
- 5 tháng 11: Mario Cecchi Gori, nhà sản xuất phim Ý (s. 1920)
- 6 tháng 11: Torsten Fenslau, nhà sản xuất nhạc (s. 1964)
- 11 tháng 11: Lisa De Leeuw, nữ diễn viên phim khiêu dâm Mỹ (s. 1958)
- 14 tháng 11: Nosaka Sanzō, chính khách Nhật Bản (s. 1892)
- 19 tháng 11: Kenneth Burke, nhà văn Mỹ, triết gia (s. 1897)
- 21 tháng 11: Bill Bixby, diễn viên Mỹ (s. 1934)
- 25 tháng 11: Anthony Burgess, nhà văn (s. 1917)
- 28 tháng 11: Rudolf Keller, kỳ thủ Đức (s. 1917)

### Tháng 12
- 4 tháng 12: Frank Zappa, nhà soạn nhạc Mỹ, nhạc sĩ (s. 1940)
- 4 tháng 12: Margaret Landon, nhà văn nữ Mỹ (s. 1903)
- 5 tháng 12: Robert Ochsenfeld, nhà vật lý học Đức (s. 1901)
- 6 tháng 12: Don Ameche, diễn viên Mỹ (s. 1908)
- 7 tháng 12: Félix Houphouët-Boigny, tổng thống đầu tiên của Côte d'Ivoire (s. 1905)
- 11 tháng 12: Klaus Nonnenmann, nhà văn Đức (s. 1922)
- 11 tháng 12: Paul Mebus, cầu thủ bóng đá Đức (s. 1920)
- 12 tháng 12: József Antall, chính khách Hungary, thủ tướng từ 1990 (s. 1932)
- 12 tháng 12: Fritz Bock, chính khách Áo (s. 1911)
- 16 tháng 12: Tanaka Kakuei thủ tướng Nhật Bản (s. 1918)
- 20 tháng 12: William Edwards Deming, nhà vật lý học Mỹ (s. 1900)
- 24 tháng 12: Pierre Auger, nhà vật lý học Pháp (s. 1899)
- 28 tháng 12: William L. Shirer, nhà văn Mỹ, nhà báo, nhà sử học (s. 1904)
- 28 tháng 12: Howard Caine, diễn viên Mỹ (s. 1926)
- 29 tháng 12: Grete Thiele, nữ chính khách Đức (s. 1913)
- 29 tháng 12: Axel Corti, đạo diễn phim Áo (s. 1933)
- 30 tháng 12: Giuseppe Occhialini, nhà vật lý học Ý (s. 1907)

## Giải thưởng Nobel
- Hóa học - Kary Mullis, Michael Smith
- Văn học - Toni Morrison
- Hòa bình - Nelson Mandela, Frederik Willem de Klerk
- Vật lý - Russell Alan Hulse, Joseph Hooton Taylor, Jr.
- Y học - Richard J. Roberts, Phillip Allen Sharp
- Kinh tế - Robert Fogel, Douglass North